# Леваково
Леваково — деревня в Шенкурском районе Архангельской области России. Входит в состав муниципального образования «Верхопаденьгское».

## География
Деревня расположена в южной части Архангельской области, в таёжной зоне, в пределах северной части Русской равнины, в 67 километрах на юг от города Шенкурска, на левом берегу реки Паденьга, притока Ваги. Ближайшие населённые пункты: на юго-западе деревня Наволок, на востоке деревня Остахино.
Часовой пояс
Леваково, как и вся Архангельская область, находится в часовой зоне МСК (московское время). Смещение применяемого времени относительно UTC составляет +3:00.

## Население
| 2002 | 2010 | 2012 |
| ---- | ---- | ---- |
| 12   | ↘7   | ↘4   |

## История
Указана в «Списке населённых мест по сведениям 1859 года» в составе Шенкурского уезда(1-го стана) Архангельской губернии под номером «2054» как «Левакова (Леваковская)». Насчитывала 7 дворов, 7 жителей мужского пола и 32 женского.
В «Списке населенных мест Архангельской губернии к 1905 году» деревня Леваковская насчитывает 25 дворов, 91 мужчину и 99 женщин.  В административном отношении деревня входила в состав Паденгского сельского общества Устьпаденгской волости.
В марте 1918 года Остахинская волость выделилась из состава Паденгской и деревня Леваковская оказалась в составе новой Остахинской волости, Остахинского сельского общества. На 1 мая 1922 года в поселении 38 дворов, 65 мужчин и 85 женщин.